# Герб Форарльберга
Герб Форарльберга — герб австрійської землі Форарльберг. Походить від символу середньовічної родини Монфортів. Це єдиний герб австрійської землі, де нема геральдичної тварини (на великому гербі Відня є великий орел).

## Опис
Легальне визначення § 3 абз. 2 Закону про національну символіку:
|  | У срібному щиті червона корогвоа Монфортів з трьома однаково широкими кінцями, чорними смугами з бахромою. Корогва має три червоні кільця на верхньому краї. Верхнє поле банера позначено двома смугами, кінці перекреслені трьома чорними лініями. |

Гербова фігура — церковна корогва на срібному щиті (у геральдиці срібло відповідає білому) і оснащено трьома червоними кільцями. Вона має три однаково широкі бахромові кінця, середня з яких довша. У верхній частині вона перетинається двома тонкими, паралельними, горизонтальними, чорними смугами, у кінцях трьома, завдяки чому вони зміщуються вниз у середній кінець порівняно з двома іншими.
Герб спочатку був військовим гербом графів Монфортів, у мирний час використовувався чорний варіант, в якому смуги, що проходили через герб, були білими. Сьогодні це герб міста Фельдкірх, на відміну від державного герба, зображеного на звужуваному щиті. Принципи щодо герба вже регламентовані статтею шостої конституції землі Форарльберг, тому там сказано в абзаці першому: Герб країни — це червоний прапор Монфортів на срібному щиті. Згідно з абзацом четвертим шостої статті, більше деталей визначає закон про національну символіку.

## Історія

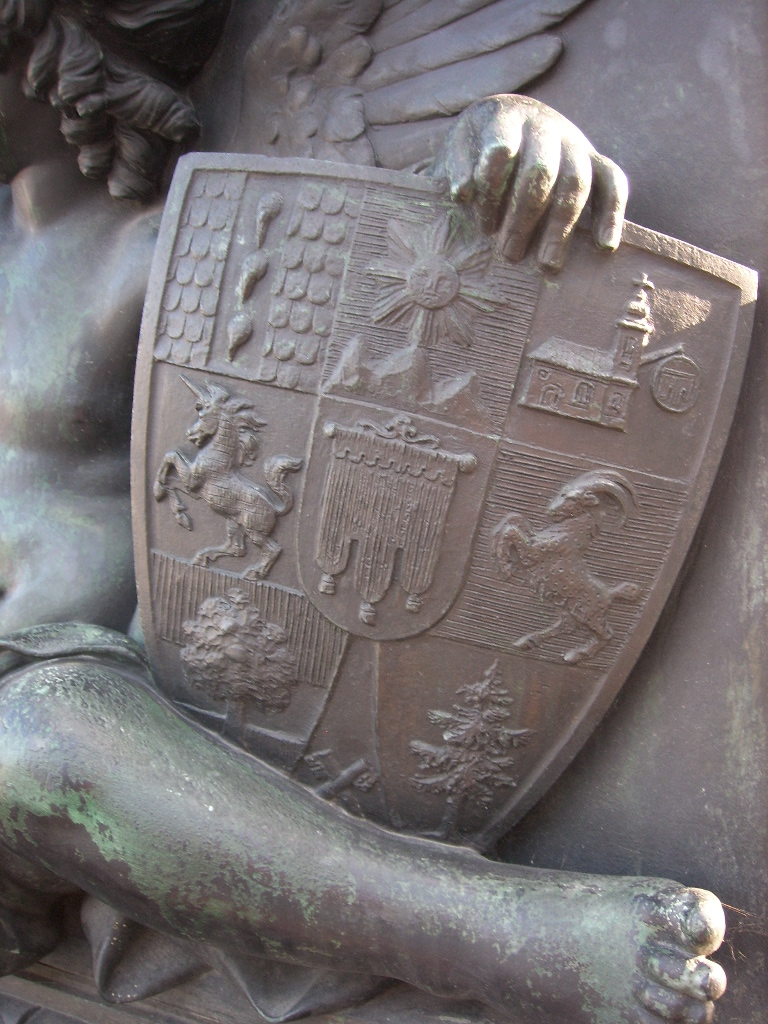
Старий герб Форарльберга на основі флагштока австрійського парламенту

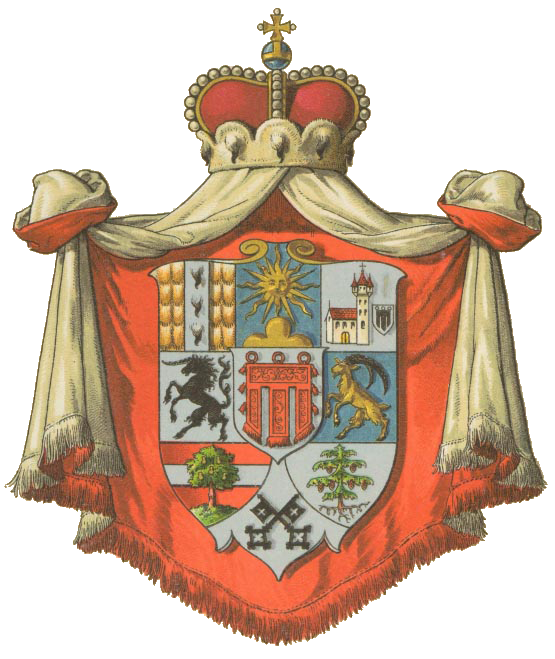
Герб Форарльберга до 1918 року.

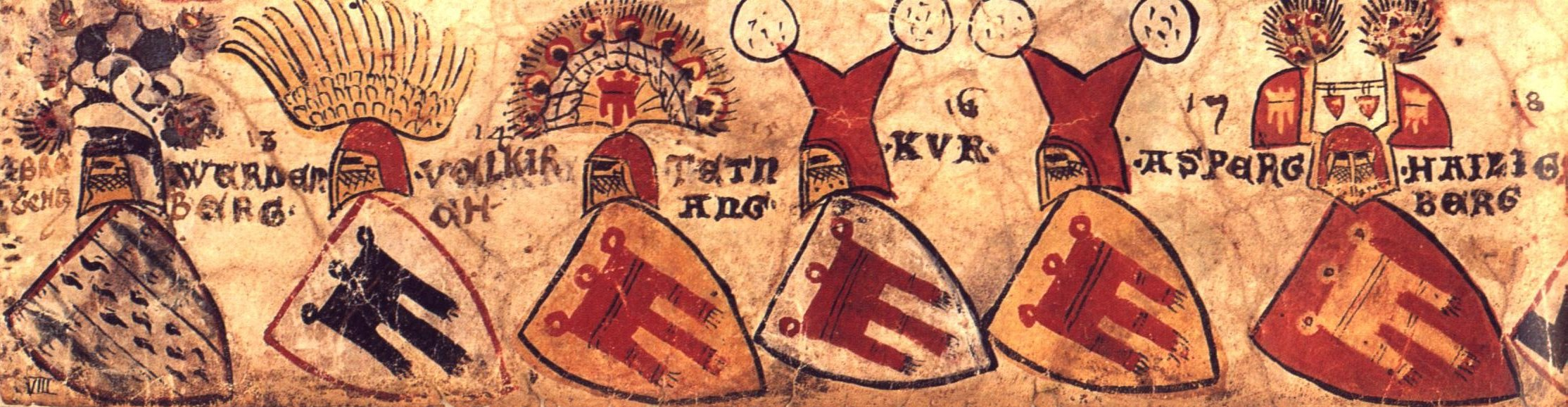
Герби бічних ліній графа Тюбінгена графа Палатина, від яких спускаються монфортери, в гербі Цюриху

Монфортери, котрі мали кілька володінь в районі сьогоднішнього Форарльберга (Фельдкірх, Брегенц, Гетціс), а також на півдні Німеччини, використовували червону церковну корогву на срібному тлі як свій герб. Кажуть, що його назва походить від латинського виразу mons fortis, що означає щось на зразок «сильна / захищена гора». Вперше вони об'єднали кілька областей Форарльберга під своїм правлінням. Перш ніж вони остаточно вимерли в 1787 році, Габсбурги підпорядкували їх у XIV і XIV ст. Вони вже не правили у ХІХ столітті, але їх герб зберігся. Перші кольорові версії пізнішого державного герба з'явилися в середині XIV ст. в рукописі speculum humanae salvationis та в гербі Цюриху.
Форарльберг, який не представляв єдиної управлінської структури, але був розділений на кілька володінь, довгий час не мав єдиного герба. Хоча корогва Монфортів стала дедалі популярнішою як символ для району сьогоднішнього Форарльберга, на той час монархії Габсбургів він не був офіційним гербом. Хоча на той час Форарльберг був спільним адміністратором Тироля і фактично не був самостійною територією, краєзнавець Йозеф фон Бергманн розробив перший герб. Це була комбінація кількох гербів із більших муніципалітетів та областей, що вінчалась князівською шапкою й іноді накладалася на князівську мантію. Герб був наданий імператорською грамотою 20 серпня 1864 р. У першому ряду цього герба розташовані герби Брегенца, Зонненберга та Фельдкірха зліва направо, у другому ряду Блуденца та Гоенемса, у нижньому ряду були герби Дорнбірна, Монтафона та Брегенцервальд, а в серці щит Монфортів. Для того, щоб підкреслити єдність землі та, нарешті, створити єдиний герб, після проголошення республіки в 1918 році таким державним гербом був оголошений герб графів Монфортів, серцевий щит попереднього герба. У першому законі про герб 1918 р. Державний герб все ще згадувався як «червоний військовий прапор Монфортів», пізніше згадування про його воєнне походження остаточно позбулися.

## Використання

### Використання герба

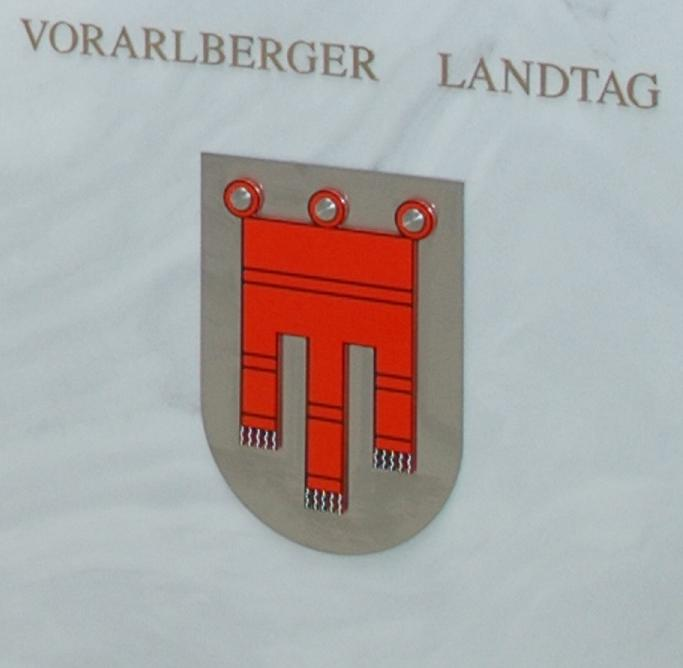
Державний герб на трибуні земельного парламенту

Прапор державної служби

Право на використання державного герба належить насамперед президенту парламенту штату, членам уряду штату, а також органам влади, офісам та іншим офісам держави. Право на використання державного герба може бути надано корпораціям публічного права, іншим юридичним або фізичним особам, якщо це сприяє суспільним інтересам держави, якщо вони виконують завдання держави або є некомерційними.

### Використання печатки
Державна печатка використовується органами державної влади та парламентом землі. Конституція землі також стандартизує печатку. У положеннях статті шостої щодо національних символів у третьому абзаці зазначено:
Das Landessiegel weist das Landeswappen mit der Umschrift ‚Land Vorarlberg‘ auf.
Печатка зберігається урядом штату; зберігати її уповноважено лише вона та президент парламенту штату. Друк на кольоровому шрифті та кольоровий штемпель, які відрізняються від печатки тим, що вони мають уповноважені позначення в транскрипції, можуть використовувати лише уповноважені установи. Незаконне використання печатки сторонніми особами може спричинити штраф до 2000 євро.

### Використовувати у прапорі державної служби
Розташований посередині державного прапора, герб утворює так званий прапор державної служби. Як і у випадку з «Сігелем», голова парламенту та уряд землі в першу чергу уповноважені керувати ними. Він також використовується парламентом землі та органами державної влади, особливо на зборах або у святкові дні, а також у зв'язку з прапором федеральної служби або національним прапором.